# Армянская духовная семинария Нерсесян
Армянская духовная семинария Нерсесян (арм. Թիֆլիսի Ներսիսյան հայ առաքելական ճեմարան), также известен как Нерсисянская школа (арм. Ներսիսյան դպրոց) — религиозное учебное заведение, действовавшее с 1824 по 1924 год в Тифлисе. Одна из самых известных армянских средних школ, игравшая исключительную роль в жизни армянского народа. Среди её выпускников было много армянских писателей, ученых, общественно-политических и государственных деятелей, известных педагогов.

## История

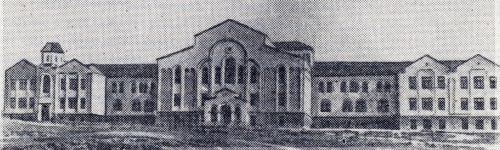
Армянская духовная семитария

Первая армянская средняя школа на Кавказе, которая функционировала целое столетие, была основана в Тифлисе 1824 году по инициативе главы Грузинской епархии Нерсеса Аштаракеци. Позже она назвалась именем её основателя. Автором строительного проекта является Лимкур, архитектор из Санкт-Петербурга, а расходы на строительство покрывал меценат-армянин Александр Манташянц. Первым инспектором был выдающийся армянский писатель и педагог Арутюн Аламдарян.
Школа была одним из ярких центров армянской культуры и играла очень важную роль во всех сферах армянской реальности. Её первыми выпускниками были основатель новой армянской литературы, великий просветитель Хачатур Абовян, редактор-издатель "Северного сияния", публицист Степанос Назарян, один из сторонников нового вида театра,Галуст Шермазанян и другие. В ней учился известный писатель Перч Прошян, писатель и педагог Газарос Агаян, поэт Ованес Туманян, всемирно известный художник-скульптор Ерванд Кочар, выдающийся писатель Дереник Демирчян, известный этнограф Ерванд Лалаян, народные артисты Арм. ССР Г. Тер-Давтян, Т. Шамирханян (создатель ереванского ТЮЗа), А. Харазян и другие видные армянские деятели культуры.

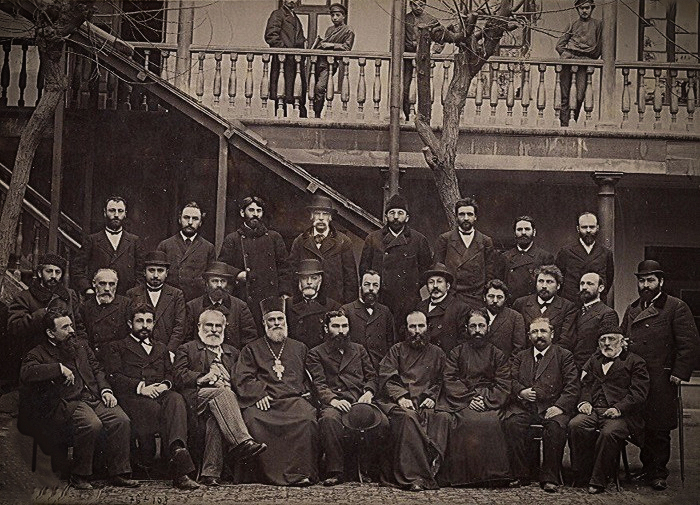
Преподавательский состав армянского духовного семитарии Нерсесяна. Третий слева, Перч Прошян

Учителя семитарии сыграли исключительно большую роль как в развитии школы, так и в развитии армянской культуры и науки, в формировании прогрессивного армянского общественного мнения. Нерсисянская школа сыграла исключительно важную роль в становлении и развитии нового литературного языка. Семена, распространенные Хачатуром Абовяном, Степаносом Назаряном, Микаелом Налбандяном, Рафаэлем Патканяном и другими, нашли благоприятную почву в школьной среде для создания литературного армянского языка. В этой школе учились армяне из разных уголков Кавказа, различные диалекты которых обогатили и сформировали восточноармянский язык.
За сто лет своего существования (1824—1924) Нерсисянская школа подарила армянскому народу около 2000 работников литературы и искусства, педагогики и науки, сельского хозяйства и промышленности, здравоохранения и культуры, которые работали в основном в армянской среде.
В школе учился военачальник Айк Бжшкян, генерал-майор артиллерии Ованес Ованоглян и другие.

### Книга
- A. Ерицян, «История 75-летия армянской духовной семинарии Нерсисяна в Тбилиси (1824—1899)», Тбилиси (Грузия), 1898.
- С. Малхасян, «Краткая история Нерсисянской духовной школы», Тбилиси (Грузия), 1900.
- Мушег Сантросян, "Восточноармянская школа в XIX веке. в первом тайме ", Ереван, 1964.
- Незабываемые лица (ученики нерсисянской школы), Э., «Айастан», 1968, 296 с.
- Колыбель армянской культуры, Э. Луйс, 1971.
- III. Григорян, Нерсисянская школа, Э., «Армения», 1975.
- Мушег Сантросян, Школа истории Нерсисяна, Ереван, 1981, 268 с.

### Пресса
- «Арарат», 1878, 12, 453.
- «Арарат», 1917 г., стр. 620.
- «Журавль армянского мира», 1861, Z, с. 482—487.
- Новая школа, 1908, № 2, стр. 63.
- Новая школа, 1908, № 3, с. 86-89.
- Новая школа, 1908, № 5, стр. 84.
- «Опыт», 1880, № 2, с. 128—143.
- «Опыт», 1880, № 4, с. 140—171.
- «Опыт», 1881, № 2, с. 119—127.
- «Опыт», 1880, № 11, с. 50-87.